# إدجر وإلين
إدجر وإلين (بالإنجليزية: Edgar & Ellen) مسلسل رسوم متحركة أمريكي من إنتاج إستديو بي للإنتاج و باردل للترفيه و ستار فارم للإنتاج . تم عرض المسلسل لأول مره في 7 أكتوبر 2007 ثم استمر عرضه حتى 30 أكتوبر 2008 . و قد تمت دبلجة المسلسل الكرتوني للعربية بواسطة شركة Pro Production من إخراج : سهى عرابي وعرضه على قناة Mbc3 .

## روابط خارجية
- إدجر وإلين على موقع IMDb (الإنجليزية)
- إدجر وإلين على موقع ميتاكريتيك (الإنجليزية)
- إدجر وإلين على موقع روتن توميتوز (الإنجليزية)
- إدجر وإلين على موقع كينوبويسك (الروسية)
- إدجر وإلين على موقع ألو سيني (الفرنسية)
- إدجر وإلين على موقع قاعدة بيانات الفيلم (الإنجليزية)
- Spex Studios home page